# Rik Van Looy
Pour les articles homonymes, voir Van Looy.
Henri Van Looy, né le 20 décembre 1933 à Grobbendonk et mort le 17 décembre 2024, à Herentals, est un coureur cycliste belge, dont la carrière s'étend sur deux décennies entre 1950 et 1970.
Avec ses compatriotes Eddy Merckx et Roger De Vlaeminck, il est l'un des trois seuls coureurs à avoir remporté tous les Monuments du cyclisme. Sa pointe de vitesse dans les sprints, ses qualités de rouleur dans la lignée de ceux qu'on appelle les « flandriens », sa méthode de course, basée sur une forte équipe dévouée à le soutenir, lui ont assuré une autorité sur le peloton cycliste, symbolisée par deux de ses surnoms. Succédant à son compatriote Rik Van Steenbergen, « Rik I », il est couronné « Rik II » par les journalistes et le public belge, au point que le diminutif Rik efface son vrai prénom. Pour l'histoire du cyclisme, le second surnom, L'Empereur d'Herentals,, illustre le classement de ce coureur parmi les très grands champions cyclistes. Deux fois champion du monde sur route, vainqueur de trois Paris-Roubaix, il lui manque cependant des victoires dans de grandes courses à étapes pour accéder au cercle restreint des « championissimes ». Il fait néanmoins partie des 25 coureurs ayant porté les trois maillots de leader sur les Grands Tours.
La notoriété de Van Looy ne se limite pas aux courses sur route : il a remporté également sur piste treize courses de Six jours.

## Biographie

### Des débuts prometteurs
Henri Van Looy quitte l'école de Grobbendonk à l'âge de treize ans. Dès lors le vélo prend pour lui une importance vitale : c'est en porteur de journaux qu'il commence la vie active. Le vélo est son instrument de travail et assez naturellement, il se trouve à utiliser l'entrainement que lui procurent ses tournées à vélo en abordant la compétition. Une autre caractéristique de son emploi de porteur de journaux tient au fait qu'il gérait lui-même les clients. Cet apprentissage informel du maniement de l'argent peut expliquer que son titre d'« empereur », s'adossait en fin de carrière à la gestion d'un patrimoine de « riche propriétaire ». À 15 ans, ses débuts en compétition s'effectuent alors qu'il n'est pas licencié. En 1948, il enregistre une victoire. En 1949, ce sont 17 victoires qu'il engrange comme non licencié ou débutant. En 1950, il gagne 26 bouquets comme débutant puis l'année suivante 38 victoires, comme débutant et amateur.
En 1952, le nom de Van Looy commence à acquérir une dimension qui dépasse les victoires de kermesses : il est champion de Belgique dans sa catégorie amateur. Il est sélectionné pour participer aux Jeux olympiques, à Helsinki. Henri Van Looy abandonne lors de la course sur route individuelle,. Au terme de cette année olympique, 29 victoires s'agrègent à son palmarès. Il renouvelle en 1953 son bail avec le maillot de champion de Belgique amateurs, puis il monte sur la troisième marche du podium du championnat du monde amateurs. Il passe professionnel à la fin de l'année. Il participe à la classique Paris-Tours avec le maillot de l'équipe française  Gitane. Il termine à la septième place cette première participation.

### «Rik II»

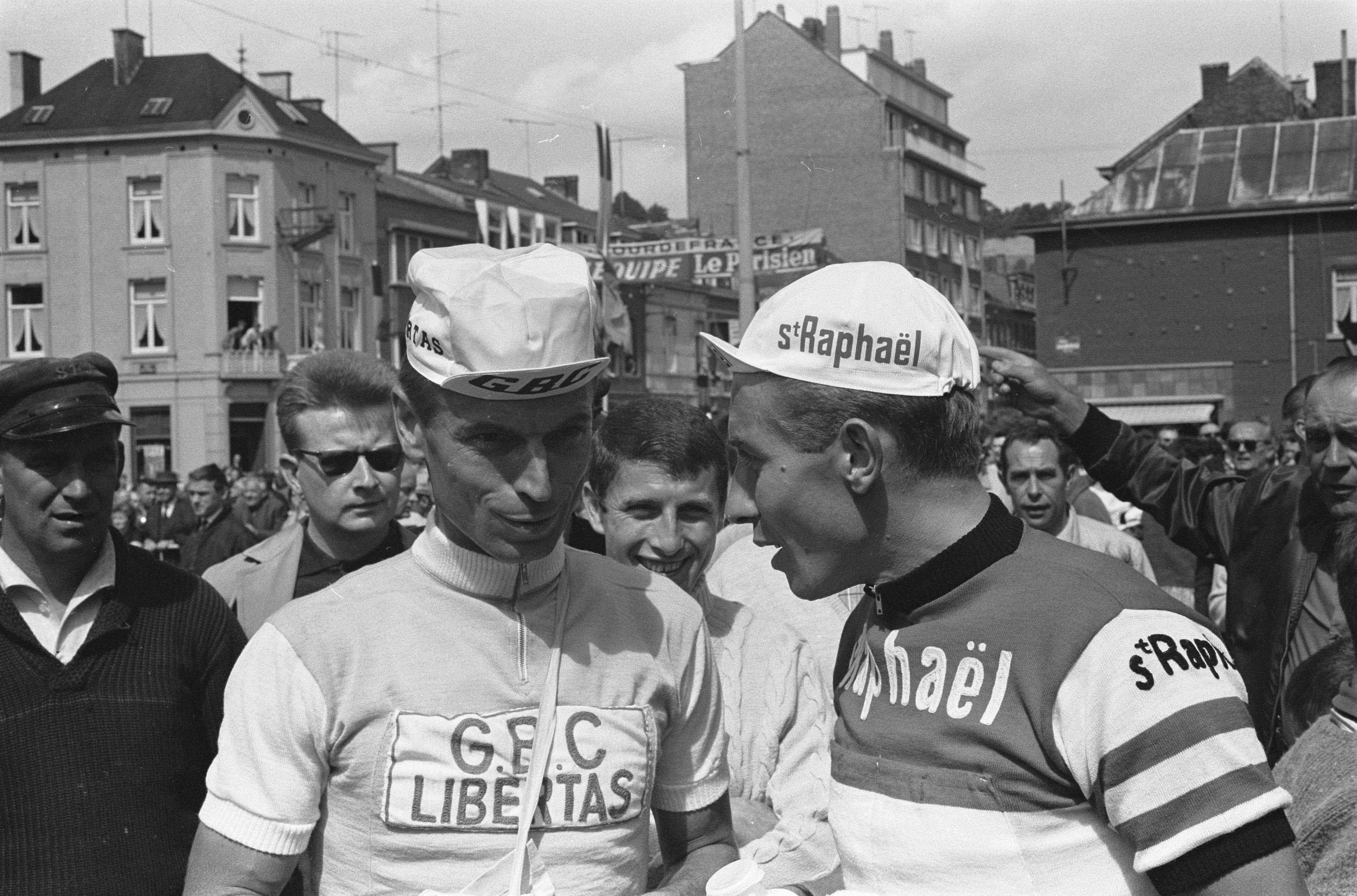
Rik Van Looy et Jacques Anquetil discutant avant la 5e étape du Tour de France 1963, à Rouen.

Il a remporté 482 victoires en tout : 371 victoires professionnelles (dont 100 sur courses par étapes), 68 victoires comme amateur, et 43 victoires comme débutant. Rik était entouré de sa fameuse « Garde Rouge », pour gagner toutes les classiques d'un jour du calendrier (à l'exception de Bordeaux-Paris, elle, individuelle). En 1962, il réussit l'exploit de remporter les trois classiques flandriennes en deux semaines. L'édition 1963 du Championnat du Monde à Renaix est restée célèbre pour la controverse entre Benoni Beheyt et Rik Van Looy. Beheyt a remporté le sprint final, surpassant son leader Van Looy, qui ne se méfiait pas de son équipier et n'avait pas à s'en méfier. Ce qui a alors été nommé la "trahison de Renaix". Van Looy a tenté de bloquer Beheyt, mais sans succès. Cet incident a marqué la carrière de Van Looy.

### Après-carrière cycliste
Se souvenant d'un mot de Van Looy, Georges Simenon écrit le 10 juillet 1975, dans Mes dictées ; Un banc au soleil : « Avec son savoureux accent flamand, il a répondu franchement : - Tu comprends, j'ai fini par gagner beaucoup d'argent. Pour gagner, il faut avoir la rage au ventre. Cette rage-là, je sens que je ne l'ai plus .../...Van Looy qui, aujourd'hui, si je suis bien informé, tient modestement à Anvers un magasin de bicyclettes. »
Il a été propriétaire d'un manège équestre et président du club de football de Herentals.

### Mort
Rik Van Looy meurt le 17 décembre 2024 après plusieurs semaines de maladie, à l'âge de 90 ans, 2 jours avant son 91e anniversaire.

## Palmarès sur route

### Palmarès amateur
- 1950
  - 2 étapes du Tour de Flandre-Orientale débutants
- 1952
  -  Champion de Belgique sur route amateurs
  - Tour de Flandre-Occidentale
  - Omloop der Vlaamse Gewesten
  - 2e et 3e étapes du Tour du Limbourg amateurs
  - 2e de Bruxelles-Opwijk
- 1953
  -  Champion de Belgique sur route amateurs
  - Circuit Het Volk amateurs
  - 4e, 5e et 6e étapes du Tour de Belgique amateurs
  - 1re, 3e et 4e étapes du Tour du Limbourg amateurs
  - 5e étape du Tour d'Autriche
  - Ronde van Midden-Nederland
  - Bruxelles-La Louvière
  - 3e de Bruxelles-Zonhoven
  -  Médaillé de bronze du championnat du monde sur route amateurs

### Palmarès professionnel
| - 1953 - 7e de Paris-Tours - 1954 - 3ea étape des Trois Jours d'Anvers - Roubaix-Huy - 2e du Tour de Belgique - 1955 - Circuit de Flandre orientale - 3e du Circuit de Belgique centrale - 1956 - Champion de Belgique interclubs - Gand-Wevelgem - Trois Jours d'Anvers : - Classement général - 2ea étape - Paris-Bruxelles - Grand Prix de l'Escaut - Tour des Pays-Bas : - Classement général - 3e, 4eb et 6e étapes - Trois villes sœurs - Circuit des cinq collines - 2e du Circuit des régions fruitières - Médaillé d'argent du championnat du monde sur route - 2e du Prix national de clôture - 3e d'Anvers-Gand - 5e de Liège-Bastogne-Liège - 1957 - Gand-Wevelgem - Grand Prix de la Banque - 6ea étape de Rome-Naples-Rome - Tour des Pays-Bas - Classement général : - 2e, 3eb et 6ea étapes - Circuit de Flandre orientale - Grand Prix de l'Escaut - 3ea et 3eb étapes des Trois Jours d'Anvers - Coupe Sels - Coppa Bernocchi - 2e de Sassari-Cagliari - 2e du Circuit des Trois Provinces - 2e du Circuit de Belgique centrale - 3e du Circuit du Houtland - 4e du championnat du monde sur route - 6e de Paris-Tours - 1958 - Champion de Belgique sur route - Champion de Belgique interclubs - 3e étape du Tour de Sardaigne - 1re, 4e et 8e étapes du Tour du Levant - Milan-San Remo - 2ea étape des Trois Jours d'Anvers - Paris-Bruxelles - 4e, 5eb, 6e, 9e et 10e étapes du Tour d'Espagne - Milan-Mantoue - 2eb étape du Grand Prix Marvan - Coppa Bernocchi - Grote Prijs Dr. Eugeen Roggeman - 2e de Gand-Wevelgem - 2e des Trois Jours d'Anvers - 2e du Circuit Het Volk - 3e du Tour de Sardaigne - 3e de Paris-Roubaix - 3e du Prix national de clôture - 4e de Paris-Tours - 10e du Tour des Flandres - 10e de Liège-Bastogne-Liège - 1959 - Tour de Sardaigne : - Classement général - 2e, 4e et 6e étapes - Tour du Levant : - Classement général - 2e, 6e et 7e étapes - Tour des Flandres - Grand Prix de la ville de Vilvorde - Tour d'Espagne : - Classement par points - 1reb, 8e, 9e et 11e étapes - 1re, 5e, 11e et 14e étapes du Tour d'Italie - Tielt-Anvers-Tielt - Championnat des Flandres - Paris-Tours - Tour de Lombardie - 3e du Tour d'Espagne - 3e du Super Prestige Pernod - 4e du Tour d'Italie - 4e de Paris-Roubaix - 5e de Paris-Bruxelles - 1960 - Champion du monde sur route - 4e et 5e étapes du Tour de Sardaigne - 5e et 8eb étapes de Paris-Nice - Tour d'Italie : - Classement de la montagne - 7eb, 8e et 11e étapes - 2ea étape des Trois Jours d'Anvers - Tour du Brabant - 2e du Week-end ardennais - 2e de Sassari-Cagliari - 3e du Tour des Flandres - 4e de Liège-Bastogne-Liège - 5e du Super Prestige Pernod - 6e de Milan-San Remo - 8e de la Flèche wallonne - 1961 - Champion du monde sur route - 2e et 6e étapes du Tour de Sardaigne - 7e et 8e étapes de Paris-Nice - Paris-Roubaix - Tour de Belgique : - Classement général - 4eb étape - Week-end ardennais : - Classement général - Liège-Bastogne-Liège - 13e, 15e et 17e étapes du Tour d'Italie - 2e de Milan-San Remo - 3e du Super Prestige Pernod - 7e de Paris-Nice - 7e de Paris-Bruxelles - 7e du Tour d'Italie | - 1962 - Tour de Sardaigne : - Classement général - 3e et 5eb étapes - 7eb et 9eb étapes de Paris-Nice - Gand-Wevelgem - Tour des Flandres - Paris-Roubaix - 3e étape du Tour de Belgique - 9e et 11e étapes du Tour d'Italie - Grand Prix du Parisien (contre-la-montre par équipes) - 2e de Escaut-Dendre-Lys - 3e du Grand Prix de Francfort - 3e du Circuit de Flandre orientale - 4e du Super Prestige Pernod - 6e de Paris-Nice - 8e de Liège-Bastogne-Liège - 1963 - Champion de Belgique sur route - 4e étape du Tour de Sardaigne - 1re, 4e et 8e étapes de Paris-Nice - 2e et 5e étapes du Critérium du Dauphiné libéré - Tour de France : - Classement par points - 2ea, 8e, 13e et 21e étapes - Circuit des régions flamandes - 2e du Tour de Sardaigne - 2e de Paris-Roubaix - Médaillé d'argent du championnat du monde sur route - 3e de Paris-Nice - 5e du Super Prestige Pernod - 6e du Tour des Flandres - 10e du Tour de France - 1964 - 4e étape du Tour de Sardaigne - Bruxelles-Meulebeke - Grand Prix E3 - 4e étape du Tour de Belgique - 2e étape du Tour d'Espagne - 4eb étape du Critérium du Dauphiné libéré - Paris-Luxembourg : - Classement général - 1re étape - 2e de Paris-Bruxelles - 2e du Championnat des Flandres - 2e de Paris-Tours - 2e du Tour du Brabant - 3e de Gand-Wevelgem - 4e de Milan-San Remo - 4e du Super Prestige Pernod - 10e du Tour des Flandres - 1965 - Tour de Sardaigne : - Classement général - 1re, 3e, 4e, 5e et 6e étapes - Sassari-Cagliari - Grand Prix E3 - Circuit des onze villes - 4eb étape du Tour du Sud-Est - 2e étape du Tour de Belgique - Paris-Roubaix - Flèche enghiennoise - Tour d'Espagne : - Classement par points - 1re, 2e, 7e, 9e, 12e, 14e, 15e et 17e étapes - 1re, 2eb et 4e étapes du Tour de Luxembourg - 1rea et 19e étapes du Tour de France - Grand Prix Beeckman-De Caluwé - Bruxelles-Meulebeke - 3e du Tour d'Espagne - 3e de la Maaslandse Pijl - 6e du Tour des Flandres - 8e du Super Prestige Pernod - 1966 - 4e étape de Paris-Nice - Grand Prix E3 - Circuit des régions fruitières - 3e étape du Tour de Luxembourg - 2e étape du GP des Pays-Bas - 2e du Circuit de Belgique centrale - 2e de Paris-Tours - 3e de Paris-Bruxelles - 3e du GP des Pays-Bas - 9e de Paris-Roubaix - 1967 - 2e étape du Tour de Sardaigne - 4e étape de Paris-Nice - Circuit des régions fruitières - Paris-Tours - 2e de Paris-Roubaix - 2e de la Flèche enghiennoise - 2e du Circuit du Houtland - 6e de Paris-Nice - 6e du Super Prestige Pernod - 1968 - Flèche wallonne - Rotheux-Aix-Rotheux - 2e de la Flèche enghiennoise - 3e de Bruxelles-Ingooigem - 3e du Championnat des Flandres - 4e de Paris-Tours - 10e de Milan-San Remo - 1969 - Grand Prix E3 - 4e étape du Tour de France - Circuit de la vallée de la Senne - Circuit de la région frontalière - 1970 - Kessel-Lier |  |

### Résultats sur les Classiques
Le tableau ci-dessous présente les différents classements de Rik Van Looy sur les classiques majeures de son époque. Il est l'un des trois seuls coureurs à avoir remporté les cinq Monuments du cyclisme (Mo). Il en a gagné un total de huit dont trois Paris-Roubaix.
| Année | Circuit Het Volk | Milan- San Remo (Mo) | Tour des Flandres (Mo) | Gand-Wevelgem | Paris-Roubaix (Mo) | Liège- Bastogne-Liège (Mo) | Flèche wallonne | Paris-Bruxelles | Paris-Tours | Tour de Lombardie (Mo) |
| ----- | ---------------- | -------------------- | ---------------------- | ------------- | ------------------ | -------------------------- | --------------- | --------------- | ----------- | ---------------------- |
| 1953  | -                | -                    | -                      | -             | -                  | -                          | -               | -               | 7e          | -                      |
| 1954  | 36e              | -                    | -                      | -             | 11e                | -                          | 44e             | 20e             | -           | -                      |
| 1955  | -                | -                    | -                      | -             | -                  | -                          | 53e             | -               | -           | -                      |
| 1956  | 8e               | 52e                  | 11e                    | Vainqueur     | 11e                | 5e                         | -               | Vainqueur       | -           | Disq.                  |
| 1957  | 5e               | 74e                  | 17e                    | Vainqueur     | -                  | -                          | -               | 42e             | 6e          | -                      |
| 1958  | 2e               | Vainqueur            | 10e                    | 2e            | 3e                 | 10e                        | 13e             | Vainqueur       | 4e          | 27e                    |
| 1959  | -                | 35e                  | Vainqueur              | 12e           | 4e                 | -                          | -               | 5e              | Vainqueur   | Vainqueur              |
| 1960  | -                | 6e                   | 3e                     | -             | -                  | 4e                         | 8e              | 7e              | -           | 11e                    |
| 1961  | -                | 2e                   | -                      | 61e           | Vainqueur          | Vainqueur                  | 43e             | 7e              | -           | -                      |
| 1962  | -                | 14e                  | Vainqueur              | Vainqueur     | Vainqueur          | 8e                         | 26e             | -               | -           | -                      |
| 1963  | -                | 71e                  | 6e                     | 8e            | 2e                 | -                          | -               | -               | -           | -                      |
| 1964  | -                | 4e                   | 10e                    | 3e            | 16e                | -                          | -               | 2e              | 2e          | -                      |
| 1965  | -                | 41e                  | 6e                     | 15e           | Vainqueur          | -                          | -               | -               | -           | -                      |
| 1966  | 20e              | -                    | 16e                    | 22e           | 9e                 | -                          | 11e             | 3e              | 2e          | -                      |
| 1967  | -                | 12e                  | 26e                    | 34e           | 2e                 | -                          | 15e             | -               | Vainqueur   | -                      |
| 1968  | -                | 10e                  | 10e                    | 8e            | -                  | -                          | Vainqueur       | -               | 4e          | -                      |
| 1969  | -                | 82e                  | -                      | 10e           | 22e                | -                          | 23e             | -               | 45e         | -                      |

### Résultats sur les grands tours

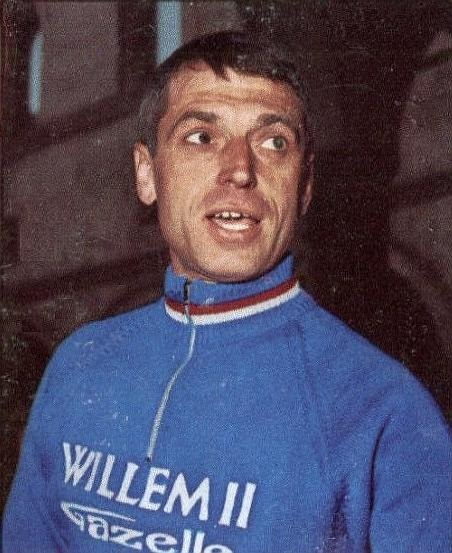
Rick Van Looy en 1968.

#### Tour de France
7 participations
- 1962 : abandon (11e étape), vainqueur de la 2eb étape (contre-la-montre par équipes)
- 1963 : 10e, vainqueur du  classement par points, du prix de la combativité et des 2ea, 8e, 13e et 21e étapes
- 1964 : non-partant (3e étape)
- 1965 : 31e, vainqueur des 1rea et 19e étapes,  maillot jaune durant 1 jour
- 1966 : hors délais (16e étape)
- 1967 : abandon (7e étape), vainqueur de la 5eb étape (contre-la-montre par équipes)
- 1969 : hors délais (16e étape), vainqueur de la 4e étape

#### Tour d'Italie
7 participations
- 1955 : hors délais (8e étape)
- 1959 : 4e, vainqueur des 1re, 5e, 11e et 14e étapes,  maillot rose durant 1 jour
- 1960 : 11e, vainqueur du  classement de la montagne et des 7eb, 8e et 11e étapes
- 1961 : 7e, vainqueur des 13e, 15e et 17e étapes
- 1962 : abandon (14e étape), vainqueur des 9e et 11e étapes
- 1963 : abandon (2e étape)
- 1967 : abandon (6e étape)

#### Tour d'Espagne
4 participations
- 1958 : abandon (12e étape), vainqueur des 4e, 5eb, 6e, 9e et 10e étapes,  maillot jaune durant 3 jours
- 1959 : 3e, vainqueur du  classement par points et des 1reb, 8e, 9e et 11e étapes,  maillot jaune durant 1 jour
- 1964 : non-partant (6e étape), vainqueur de la 2e étape,  maillot jaune durant 4 jours (dont un jour à deux demi-étapes)
- 1965 : 3e, vainqueur du  classement par points et des 1re, 2e, 7e, 9e, 12e, 14e, 15e et 17e étapes,  maillot jaune durant 3 jours

## Palmarès sur piste
| - 1953 - Omnium d'Anvers - Omnium d'Anvers - Omnium d'Anvers - 1956 - Omnium de Rocourt - Omnium de Bruxelles - 3e des Six jours de Bruxelles (avec Lucien Acou) - 1957 - Six jours de Bruxelles (avec Willy Vannitsen) - 1958 - Six jours de Gand (avec Reginald Arnold) - Omnium de Milan - Omnium de Gand - Omnium de Bruxelles - Omnium de Zurich - 1959 - Omnium de Gand - Omnium de Paris - Omnium de Bruxelles - Omnium de Gand - Omnium de Rocourt - Omnium de Bruxelles - Omnium de Gand - Course aux points de Bruxelles - Course derrière derny de Bruxelles - 1960 - Six jours de Berlin (avec Peter Post) - Six jours de Gand (avec Peter Post) - Omnium de Bruxelles - 2e des Six jours de Bruxelles (avec Peter Post) - 2e des Six jours de Francfort (avec Peter Post) - 1961 - Six jours de Cologne (avec Peter Post) - Six jours de Bruxelles (avec Peter Post) - Six jours de Gand (avec Peter Post) - Six Jours d'Anvers (avec Peter Post et Willy Vannitsen) - Omnium de Bruxelles - 2e du championnat de Belgique d'omnium - 2e du championnat de Belgique de l'américaine (avec Edgard Sorgeloos) - 2e des Six jours de Berlin a (avec Peter Post) - 2e des Six jours de Milan (avec Peter Post) - 2e des Six jours de Berlin b (avec Peter Post) - 2e des Six jours de Francfort (avec Peter Post) - 3e des Six jours de Zurich (avec Peter Post) | - 1962 - Six jours de Dortmund (avec Peter Post) - Six jours de Berlin 1 (avec Peter Post) - Six Jours d'Anvers (avec Peter Post et Oscar Plattner) - 2e du championnat d'Europe de l'américaine (avec Peter Post) - 2e des Six jours de Berlin b (avec Peter Post) - 3e du championnat d'Europe derrière derny - 3e des Six jours de Milan (avec Peter Post) - 1963 - 2e des Six jours de Berlin (avec Rik Van Steenbergen) - 3e des Six jours de Zurich (avec Rik Van Steenbergen) - 3e des Six jours de Bruxelles (avec Hugo Scrayen) - 1964 - Omnium de Rocourt - Omnium d'Ostende - Course aux points de Rocourt - Course aux points d'Ostende - 1965 - Omnium d'Ostende - Omnium d'Ostende - Omnium de Rocourt - Omnium d'Ostende - Omnium de Valenciennes - Omnium de Bruxelles - Course aux points de Rocourt - Course aux points d'Ostende - Course aux points de Rocourt - Course aux points d'Ostende - 1968 - Champion de Belgique de l'américaine (avec Patrick Sercu) - Omnium de Gand (avec Patrick Sercu) - Omnium de Gand (avec Julien Stevens) - Omnium de Gand (avec Romain De Loof, Norbert Seeuws et Julien Stevens) - 2e des Six Jours d'Anvers (avec Fritz Pfenninger et Peter Post) - 2e des Six jours de Gand (avec Patrick Sercu) - 3e des Six jours de Charleroi (avec Patrick Sercu) - 1969 - Champion de Belgique de l'américaine (avec Patrick Sercu) - Six Jours d'Anvers (avec Peter Post et Patrick Sercu) - 1970 - 3e des Six Jours d'Anvers (avec Sigi Renz et Theo Verschueren) |

## Distinction et hommage
- Trophée Edmond Gentil: 1959[12]
- En 1961, il remporte le trophée national du Mérite sportif
- Tour de France Classement de la combativité: 1963[13]
- Étape Prix de la combativité (8): 4 in 1963, 1 in 1962, 1964, 1965 & 1966
- Trophée de l'AIOCC: 1982[14]
- En 2002, Rik Van Looy fait partie des coureurs retenus dans le Hall of Fame de l'Union cycliste internationale
- Mémoire du Cyclisme – Les plus grands cyclistes : 11e place: 2002[15]
- Personnalité sportive de la province d'Anvers: 2005[16]
- Citoyen d'honneur de Grobbendonk: 2012[17]
- Statue à Herentals: 2017[18]
- Depuis 2018, le Grand Prix Rik Van Looy avec une arrivée à Herentals lui est dédié[19].
- Buste à Grobbendonk: 2021[20]
- Peinture murale au Musée KOERS, Roulers: 2023[21]
- Exposition Van Looy 90 in Herentals: 2023[22]
- ProcyclingStats – Classement de tous les temps : 2e place (162 victoires)[23]
- ProCyclingStats – All Time Ranking: 8th place[24]
- CyclingRanking – Classement de tous les temps : 8e place[25]

Au cours de sa carrière, plusieurs singles vinyles sur Van Looy ont été publiés par des artistes belges et néerlandais.

## Sources
- Marc Jeuniau, article La retraite de l'empereur, pages 17-28, Miroir du cyclisme, no 134-septembre 1970.
- René Jacobs, Hector Mahau, Harry Van Dem Bremt, René Pirotte, Velo Gotha, Lotto & La dernière heure-Les sports, Bruxelles, 1984, 768 pages. La notice "Rik Van Looy" : pages 556-571.